# Domrémy-la-Pucelle

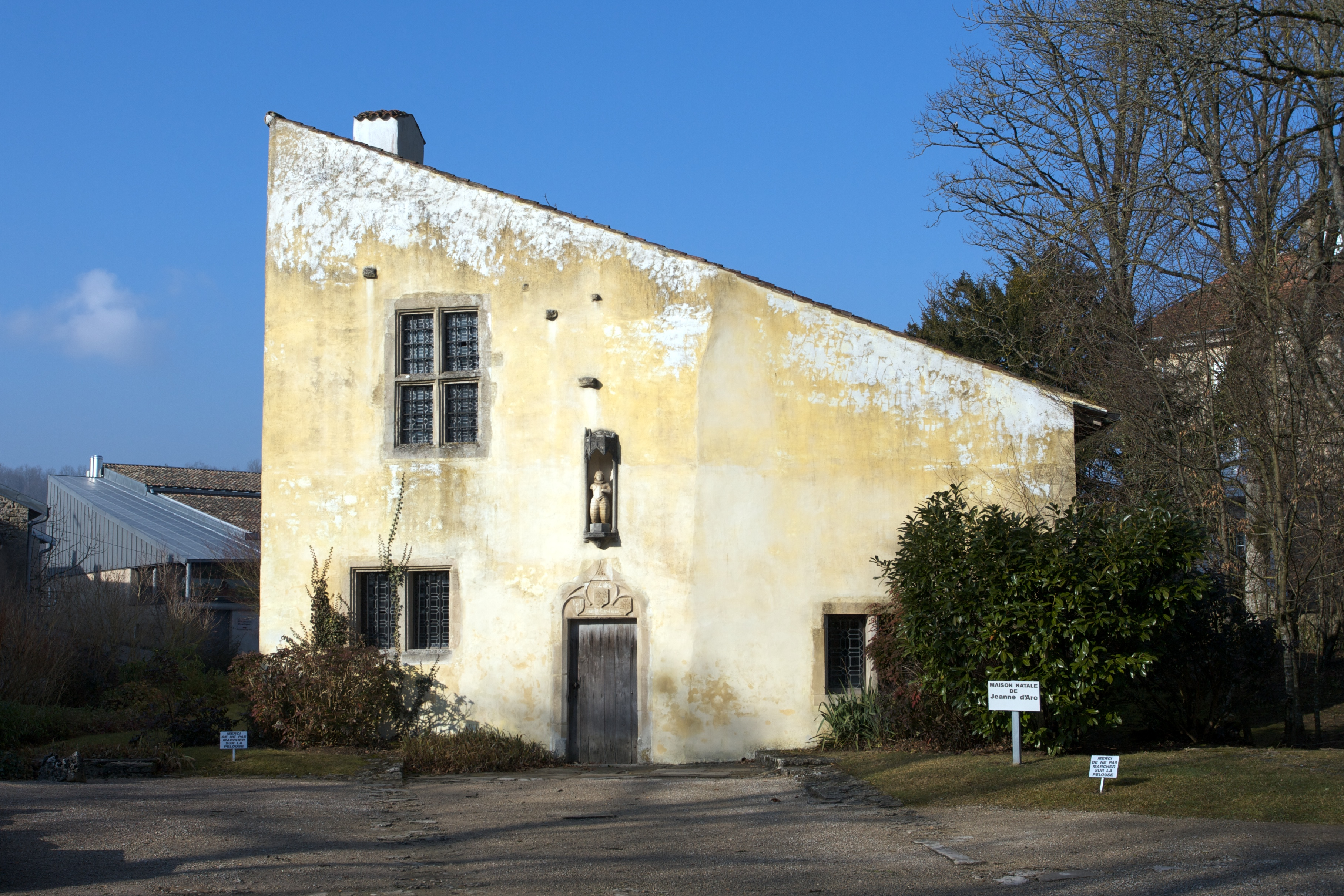
Huset där Jeanne d’Arc föddes.

Domrémy-la-Pucelle är en kommun i departementet Vosges i regionen Grand Est (tidigare regionen Lorraine) i nordöstra Frankrike. Kommunen ligger i kantonen Coussey som tillhör arrondissementet Neufchâteau. År 2022 hade Domrémy-la-Pucelle 94 invånare.
I Domrémy-la-Pucelle föddes Jeanne d’Arc (Johanna av Arc) 1412. Staden hette ursprungligen Domrémy men fick namnet Domrémy-la-Pucelle efter Jeannes smeknamn la Pucelle d’Orléans, ”Jungfrun av Orléans”.

## Befolkningsutveckling
Antalet invånare i kommunen Domrémy-la-Pucelle
| Referens: INSEE |